# Hirsch Baer Fassel

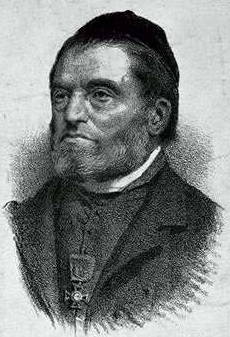
Hirsch Baer Fassel

Hirsch Baer Fassel (21. August 1802 in Boskovice, Mähren – 27. Dezember 1883 in Nagykanizsa, Ungarn) war ein Rabbiner.
Fassel wirkte 32 Jahre lang als Rabbiner in Groß-Kanicsa (Nagykanizsa). Fassel gehörte der Partei des entschiedenen Fortschritts im Judentum an. Von Abraham Geiger angeregt, betonte er eindringlich die Reformbedürftigkeit des jüdischen Ritualgesetzes und schloss sich den meisten Beschlüssen der Augsburger Synode an.

## Werke
Außer Predigten und kleineren Arbeiten veröffentlichte er:
- Das mosaisch-rabbinische Zivilrecht. Groß-Kanizsa 1852–54, zwei Bände.
- Das mosaisch-rabbinische Gerichtsverfahren in zivilrechtlichen Sachen. Groß-Kanizsa 1858.
- Die mosaisch-rabbinische Tugend- und Rechtslehre. Zweite Auflage Groß-Kanizsa 1862.
- Āśôt mîšpāt̹. Das mosaisch-rabbinische Gerichts-Verfahren in civilrechtlichen Sachen bearbeitet nach Anordnung und Eintheilung der Gerichtsordnungen der Neuzeit, und erläutert mit Angabe von Quellen. Groß-Kanizsa 1870.